# يفعات بيطون
يفعات بيتون (بالعبرية: יפעת ביטון‏) (من مواليد 10 مايو 1971) هي سياسية إسرائيلية، وأستاذة في كلية الحقوق، ومختصة بنقد القانون الخاص من الزاوية النسوية - الاجتماعية. بالإضافة إلى ذلك، فهي ناشطة اجتماعية - قانونية، ومؤسسة مركز تمورا - المركز القانوني لمنع التمييزوالعنصرية. 

## سيرة ذاتية
ولدت بيتون في كريات ملاخي لأبوين هاجروا من المغرب واليمن. وكان والدها مديرا للمدرسة المهنية في كريات ملاخي، ومدير المدرسة الابتدائية في بيت حورون، وكانت والدتها معلمة.
وفي عام 2009، أكملت مع مرتبة الشرف درجة الماجستير في القانون في جامعة ييل عاد إلى الولايات المتحدة  . في 2004-2005، أمضت عامًا كزميلة أبحاث بعد حصولها على منحة فولبرايت، كجزء من زمالة ما بعد الدكتوراه في كلية الحقوق بجامعة هارفارد، تحت إشراف الأستاذ دنكان كينيدي [1] .
كانت واحدة من المبادرين لاقامة مركز تمورا عام 2006، وترأسته منذ إنشائه، حيث يتمركز هئا المركز على مجالين رئيسيين: التمثيل القانوني للمرأة - مع التركيز على ضحايا الاعتداء الجنسي، والتمثيل القانوني «للسكان المحرومين الذين يعانون من التمييز المنهجي على أساس أصلهم».

### النشاط السياسي
في فبراير 2019، انضمت إلى حزب جيشر واحتلت المرتبة الثالثة في قائمة انتخابات الكنيست الحادية والعشرين  . الحزب لم يجتاز لم يمرر الحزب نسبة الحسم.
في يونيو 2019، أعلنت عن انضمامها لحزب إسرائيل ديمقراطية برئاسة رئيس الحكومة الاسبق إيهود باراك ضمن انتخابات الكنيست الثانية والعشرين  وتم ترشيحها في المكان السابع لانتخابات سبتمبر 2019 ضمن قائمة المعسكر الديمقراطي وهي قائمة موحدة بين حزب ميرتس اليساري وحزب إسرائيل ديمقراطية.
في عام 2000، تزوجت من المحامي إيال ستيرنبرغ، الذي التقت به خلال دراستهما في الجامعة العبرية، ولديهما طفلان، يعيش في هرتسليا.

## وصلات خارجية
- يفعات بيطون على موقع IMDb (الإنجليزية)

- البروفيسور يفعات بيتون على موقع المسار الأكاديمي - كلية الإدارة
- موقع مركز التعويض
- أوري باز، اختبار بيتون - التمييز الشرقي في القانون الإسرائيلي ، «ألغاز»، 23 مايو 2011
- سامي بيرتس أسلحة الشمال من أورلي ليفي ويفعات بيطون ، موقع TheMarker ‏ 3 أبريل 2019